# Joseph de Lévis-Gaudiez
Joseph de Lévis-Gaudiez, dit le « Commandeur de Lévis-Gaudiez », né en 1670 et mort le 24 mai 1740 à Marseille, est un officier de marine et aristocrate français des XVIIe et XVIIIe siècles. Il sert dans la Marine royale au sein du corps des galères et parvient au grade de chef d'escadre des galères.

## Biographie

### Origines et famille
Joseph de Lévis descend de la Maison de Lévis, une famille noble originaire du village de Lévis dans le Hurepoix (actuellement Lévis-Saint-Nom dans les Yvelines). Elle est connue depuis le XIIe siècle comme vassale des seigneurs de Montfort-l'Amaury ; c'est la participation de Gui Ier de Lévis à la Croisade des albigeois au XIIIe siècle qui en a fait une puissante famille de seigneurs languedociens.
Il est le fils d'Alexandre de Lévis, marquis de Gaudiez et de sa femme Marguerite de Caumels. Son père est le cadet des marquis de Mirepoix. Sa mère est la fille d'un Conseiller au Parlement de Toulouse.

### Carrière militaire
Comme de nombreux fils cadet de famille noble, le jeune Joseph est destiné soit à la carrière des armes, soit à entrer dans les ordres. Il est reçu, le 16 juin 1670, à l'âge de un an, de minorité dans l'ordre de Saint-Jean de Jérusalem, au sein de la Langue de Provence.
Capitaine de la compagnie des gardes de l'étendard royal des galères du 15 avril 1730 au 8 septembre 1733 ; il est élevé au rang de chef d'escadre des galères, le 21 janvier 1737.
Il meurt le 24 mai 1740 à Marseille, à l'âge de 70 ans,.

### Sources et bibliographie
- Gazette de France, 4 juin 1740, [lire en ligne]
- Mercure de France, 1740, Paris, [lire en ligne], p. 1243
- François-Alexandre Aubert de La Chenaye-Desbois, Dictionnaire de la noblesse, contenant les généalogies, l'histoire & la chronologie des familles nobles de la France, Chez la veuve Duchesne ... et l'auteur, Paris, 1774, [lire en ligne], p. 669
- Jean-Baptiste-Pierre Jullien de Courcelles, Histoire généalogique et héraldique des pairs de France : des grands dignitaires de la couronne, des principales familles nobles du royaume, et des maisons princières de l'Europe, précédée de la généalogie de la maison de France, vol. 7, chez l'auteur, 1826, [lire en ligne], p. 221
- Abbé René de Vertot, Histoire des chevaliers hospitaliers de Saint-Jean de Jérusalem : appelés depuis chevaliers de Rhodes, et aujourd'hui chevaliers de Malte, vol. 7, Lequien fils, Paris, 1830, [lire en ligne], p. 52